# Mikel Bustamante
Mikel Bustamante (Amurrio, Àlaba, 1986) és un actor basc.

## Biografia
Va néixer a la localitat alabesa d'Amurrio el 1986. Va viure a Vitòria i es va mudar a Barcelona per estudiar Cinema. Va ser a Madrid on va aconseguir el seu primer paper, amb dotze episodis a la sèrie Acacias 38, de Televisió Espanyola. Actor en tres temporades de La casa de papel, ha dirigit també diversos curtmetratges premiats internacional i nacionalment, inclòs un titulat Caníbales, amb nominacions al Notodofilmfest i una desena de premis al circuit de festivals. A Maixabel, va interpretar a Patxi Makazaga, assassí del polític Juan María Jáuregui. En el seu següent paper, ja el 2022, va interpretar Javi a Cinco lobitos, òpera prima com a directora de llargmetratges d'Alauda Ruiz de Azúa. Per aquest paper va obtenir una nominació a millor actor revelació als XXXVII Premis Goya de 2023.

## Filmografia
- Balada triste de trompeta (2010)[4]
- Banda Ancha (2012)[4]
- Apolo 81 (2015)[4]
- El doble más quince (2020)[4]
- La casa de papel (2019-2021)[1][2]
- Maixabel[1]
- Cinco lobitos (2022)[1][4]